# Melita Schmidlin-Lovrenčić
Melita Schmidlin-Lovrenčić (11. veljače 1916. – Zürich, 15. ožujka 2019.), hrvatska hazenašica. Sestra pionira hrvatskog rukometa Tibora Lovrenčića i Ane, također hazenašice. Živjela poslije u Švicarskoj u Zürichu. Po zvanju akademska slikarica.

## Životopis
Iz obitelji Vilima Lovrenčića, koji je koncem 19. stoljeća kupio vrelo Jamnicu, modernizirao punionicu i organizirao prodaju. Vilim je Melitin djed. Otac Miroslav i stric Vilim Lovrenčić bili su pioniri automobilističkog športa. Otac je bio prvak Hrvatske i Slavonije u sanjkanju. Brat Tibor i sestra Ana pioniri su hazene u Hrvatskoj. Melitin nećak Zorislav Makek (sin sestre Ane koja je bila također hazenašica i relativno rano je preminula) bio je višestruki prvak u veslanju te ugledni atletski sudac.
Članica HŠK Concordia iz Zagreba. Igrala je hazenu od 1930. do 1937. Bila je odlična obrambena igračica i s ekipom Concordije osvojila pet puta državno prvenstvo. U slavnoj generaciji Concordije igrale su još Marica Cimperman, Vera i Nada Kremsir, Nada Bobinski, Zlata i Ivka Tonković, Zdenka Radović, Ema Gršetić i dr. a vodio ih je legendarni učitelj i trener Bogdan Cuvaj. Melita je bila zadnja živuća iz te generacije.
Igrala je za jugoslavensku reprezentaciju s kojom je osvojila zlatno odličje na SP-u u Londonu. Kad je osvojila naslov svjetske prvakinje, bila je učenica 7. razreda gimnazije. Reprezentativka u hazeni na IV. Svjetskim igrama u Londonu 1934. godine.
Bio je to tada najveći uspjeh jugoslavenskog ekipnog sporta uopće.
Udala se za Juliusa (Julio junior) Schmidlina, sina švicarskog konzula i poduzetnika u Zagrebu Julia seniora Schmidlina. Suprug Julius bio je izaslanik Međunarodnoga crvenog križa u NDH, i tvorac vrijedna fotografskog izvješća o logorima Jasenovcu i Staroj Gradišci. Reorganizirao je Hrvatski Crveni križ. Bio je prisiljen naprasno napustiti Zagreb 5. ožujka 1945. godine, i Melita se odlučila pridružiti suprugu, bježeći pred nadolazećim komunistima.
2017. godine objavio je knjigu o njoj i bratu povjesničar športa i športski publicist Eduard Hemar. Knjiga predstavlja sestru i brata koji su posljednji pioniri hrvatskog športa između dva svjetska rata (hazene i rukometa) i ujedno najstariji hrvatski športaši. Umrla je 2019. godine.